# Oedaspis reticulata
Oedaspis reticulata är en tvåvingeart som beskrevs av Amnon Freidberg och Moises Kaplan 1992. Oedaspis reticulata ingår i släktet Oedaspis och familjen borrflugor.
Artens utbredningsområde är Kenya. Inga underarter finns listade i Catalogue of Life.